# Ian Snodin
Ian Snodin (* 15. August 1963 in Rotherham) ist ein ehemaliger englischer Fußballspieler. Der Mittelfeldspieler, und rechte Außenverteidiger war zunächst für die unterklassigen Doncaster Rovers aktiv, bevor er über den Umweg Leeds United zum FC Everton kam. Dort trug er in der Endphase der Saison 1986/87 mit zum Gewinn der englischen Meisterschaft bei und begleitete den Klub nach einer außergewöhnlich langen Verletzungspause zu Beginn der 1990er-Jahre in die 1992 neu geschaffene Premier League.

## Sportlicher Werdegang

### Doncaster Rovers (1980–1985)
Wie auch sein dreieinhalb Jahre älterer Bruder Glynn zog es Ian Snodin zunächst zu den Doncaster Rovers, für die er bereits als Schüler spielte. Nachdem der Trainer der ersten Mannschaft, Billy Bremner, auf das Talent des damals 15-Jährigen aufmerksam geworden war, wurde Snodin im August 1979 mit einem offiziellen Ausbildungsvertrag ausgestattet und wechselte im Sommer 1980 dauerhaft in den Profibereich. Zuvor hatte er schon im März 1980 gegen den AFC Bournemouth in der vierten Liga debütiert und gegen den FC Aldershot sein erstes Tor geschossen. In den folgenden knapp fünf Jahren war er Stammspieler in einer Mannschaft, die stetig zwischen der dritt- und vierthöchsten Spielklasse pendelte, als zwei Aufstiegen in den Jahren 1981 und 1984 ein Abstieg 1983 gegenüberstand. Er bildete zumeist mit Spielern wie David Harle und Alan Little das Mittelfeld der Rovers und überzeugte dabei gleichsam durch Allround-Fähigkeiten und Passsicherheit. Bereits im Alter von 19 Jahren übernahm er zeitweise das Kapitänsamt und noch während seiner Zeit in Doncaster kam er zu ersten Länderspielen für die englische U-21-Auswahl – deren vier sollten es am Ende sein.

### Über Leeds nach Everton (1985–1995)
Im Mai 1985 wechselte Snodin für eine Ablösesumme von 200.000 Pfund zum Zweitligisten Leeds United. Nachdem Trainer Eddie Gray im Oktober 1985 entlassen worden war, wurde der Snodin gut bekannte Bremner als dessen Nachfolger verpflichtet. Eine seiner ersten Amtshandlungen bestand darin, die Kapitänsbinde von Peter Lorimer auf Snodin zu übertragen. In den knapp anderthalb Jahren bei Leeds United setzte er seine positive Entwicklung weiter fort und im Januar 1987 ließ man ihn für 840.000 Pfund zum Erstligisten FC Everton ziehen.
Die „Toffees“ befanden sich gerade im Kampf um die englische Meisterschaft. Der verantwortliche Trainer Howard Kendall setzte ihn sofort für die verbleibenden vier Monate der Saison 1986/87 im Mittelfeld ein und die 16 Ligapartien, an denen Snodin mitwirkte, reichten für den offiziellen Erhalt einer Meistermedaille aus. Seinen sportlichen Durchbruch in Liverpool feierte er jedoch nicht im Mittelfeld, sondern als rechter Außenverteidiger. Dort diente er im Oktober 1988 zunächst als „Notlösung“ für Neil McDonald, füllte diese Rolle aber fortan so gut aus, dass ihn seine Leistungen im Februar 1989 fast in die englische A-Nationalmannschaft gebracht hätten. Eine Verletzung verhinderte diesbezüglich jedoch ein mögliches Debüt im Freundschaftsspiel gegen Griechenland und auch beim FC Everton drohte Ungemach. Am 11. März 1988 verletzte sich Snodin gegen Sheffield Wednesday derart schwer, dass er in der laufenden Saison nicht mehr zum Einsatz kam. Zwar kam er in der folgenden Spielzeit 1989/90 wieder auf 25 Ligaeinsätze, aber die Blessuren heilten trotz weitgehender Erholungspausen und Operationen nicht aus. Dies führte dazu, dass er bis Oktober 1992 nur noch ein einziges Pflichtspiel absolvierte. In der Saison 1992/93 feierte Snodin in der neu geschaffenen Premier League sein Comeback und in der Folgezeit agierte Snodin neben gelegentlichen Ausflügen ins Mittelfeld zumeist als Innenverteidiger, bevor ihm Spieler wie David Unsworth die Position im Abwehrzentrum erfolgreich streitig machten. Im Januar 1995 wechselte er daraufhin zum Zweitligisten Oldham Athletic, nachdem er zuvor ab Oktober 1994 für zwei Monate auf Leihbasis beim AFC Sunderland Spielpraxis gesammelt hatte.

### Die letzten Karrierestationen (1995–2000)
In Oldham übernahm er quasi sofort nach seiner Ankunft die Stammposition des rechten Außenverteidigers und fortan war er beständiger Teil der Viererabwehrkette, bevor er gegen Ende der Saison 1995/96 seinen Posten häufiger mit Chris Makin teilte. Als Makin danach den Klub verließ, war es Shaun Garnett, der Snodin nun öfters vorgezogen wurde. Dazu kamen Oberschenkel- und Rückverletzungen, wodurch der Routinier gerade einmal auf 14 Einsätze in der Saison 1996/97 kam. Der Vertrag wurde im Sommer 1997 nicht weiter verlängert und Snodin fand beim Viertligisten FC Scarborough einen neuen Arbeitgeber, der zudem seinen Bruder Glynn im gleichen Sommer 1997 als Jugendtrainer angeheuert hatte. Für „Boro“ absolvierte er noch einmal 38 Pflichtspiele und mit seiner körperbetonten Spielweise war gleichsam ein Schlüsselspieler im Aufstiegskampf und eine Art „Sicherheitsrisiko“, wie gleich zwei rote Karten in der Saison 1997/98 unter Beweis stellten.
Nach nur einem Jahr in Scarborough kehrte Snodin zu den Doncaster Rovers zurück, die gerade als Tabellenletzter der vierten Liga in die Football Conference abgestiegen waren. In den folgenden zwei Jahren bis 2000 diente er dem Klub als Spielertrainer, bevor er seine begonnene Karriere an der Seitenlinie schon wieder beendete. Er wechselte später in den Medienbereich und ist dort seitdem zumeist für die TV-Berichterstattung der Football Conference oder als Radiokommentator tätig.

## Titel/Auszeichnungen
- Englische Meisterschaft (1): 1987